# Anders Cederström (understallmästare)
Anders Cederström, född 26 juli 1778 och död 25 februari 1832, var en svensk friherre och understallmästare. Han var far till Anders Cederström i Beatelund och farfar till Anders Cederström i Sanda.
Anders Cederström var riksdagsman för ridderskapet och adeln vid ståndsriksdagarna 1809/10, 1815 och 1828/30.